# Лилеја
Лилеја је у грчкој митологији била нимфа.

## Митологија
Била је Најада са извора и фонтана истоименог града у Фокиди. Према Паусанији била је кћерка речног бога Кефиса, чија је река туда протицала. Била је поистовећена са Лириопом, која је била Кефисова супруга.

## Занимљивост
Према овој нимфи је астероид 213 Лилеја добио назив. Такође, латинско име ове личности (Lilaea) је назив рода акватичних биљака.